# تام منکویتس
تام منکویتس (انگلیسی: Tom Mankiewicz؛ ‏ ‎/ˈmæŋkəwɪts/‎؛ ‏ ۱ ژوئن ۱۹۴۲ – ۳۱ ژوئیهٔ ۲۰۱۰) نویسنده، کارگردان فیلم و تهیه‌کننده فیلم اهل ایالات متحده آمریکا بود.

## گزیدهٔ فیلم‌شناسی
- دام (۱۹۸۷)
- سوپرمن (۱۹۷۸)
- عقاب فرود آمده (۱۹۷۶)
- گذرگاه کاساندرا (۱۹۷۶)
- مردی با طپانچه طلایی (۱۹۷۴)
- زندگی کن و بگذار بمیرد (۱۹۷۳)
- الماس‌ها ابدی‌اند (۱۹۷۱)